# بودرياه
بودرياه أو "أبو درياه" أو "بابا درياه" شخصية خرافية ضمن مجموعة كبيرة من الشخصيات الخيالية التي كانت منتشرة في دولة الإمارات، وخاصة أنها كانت ضمن الخرافات المنتشرة عند سكان المدن الساحلية وتحديدا عند أهل البحر. أي فئة الناس التي تشتغل بالبحر مثل الغوص والسفر (الرحلات البحرية) وصيد الأسماك وقطع وبيع الحجارة المرجانية.
(بابا درياه) كلمة فارسية من شقين:
بابا وتعني أب
درياه وتعني البحر.
و بالتالي يكون معنى بودرياه: أبو البحر.
ولهذه الأسطورة نسخ مختلفة في البلدان الخليجية، تشير لأهمية الصيد والغوص والبحث عن اللؤلؤ في الثقافة الخليجية.
يروي أهل البحر أن بابا درياه كائن من الجن، كان يتسلل إلى مراكبهم في الفترة ما بين صلاة العشاء وأذان الفجر ويختطف أحد البحارة ليأكله أو ليقتله، وكان يعبث في السفينة ليتلفها فتغرق، لذا فإنهم يجعلون في كل سفينة "نوبة للحراسة" بها اثنان أو أكثر، فإذا سمع الحراس صوت بابا درياه تصايحوا(هاتوا المشارة والجدوم) المنشار والفأس فإذا سمعهم هرب. و قيل أيضاً إنه كان يظهر على شكل إنسان مخيف الخلقة، ويسمعون صياحه في البحر وكأنه غريق فإذا أنقذوه ســـرق طعامهم وربما أتلف شيئا من السفينة. ولذلك يأخذون الحيطة والحذر منه، ويقومون بقراءة سور من القرآن الكريم والأدعية التي تبقيه بعيداً عن سفنهم.
ويذكرون بأنه مخفي الملامح لأنه يظهر دائما في الظلام الدامس، ويكون على هيئة رجل قوي وضخم، و منهم من قال إنه نصف رجل ونصف سمكة مع ذيل ضخم.
وكنظير عربي لأساطير فتاة البحر وعروس البحر ورجل البحر الغربية ذات الأصول اليونانية القديمة، عرف سكان الخليج العرب -ولا سيما الصيادون والبحارة والغواصون- أسطورة أبو درياه الذي وصف بأوصاف مشابهة لما عرف في التراث العربي باسم "إنسان الماء".
وفي كتابه "حياة الحيوان الكبرى"، كتب كمال الدين الدميري عن إنسان الماء ذي الذنب الذي سمي أيضا شيخ البحر.
ويبدو أن الأهالي استخدموا هذه الحكاية لتخويف أولادهم خصوصاً الشباب، وذلك لمنعهم من الذهاب ليلاً إلى البحر.
و من أمثلة الحكايا المروية عن بودرياه: "أن رجلاً قد خرج من بيته قبل الفجر، مولياً وجهه شطر البحر، حين شاهد عند الشاطيء حمارة، تروح وتجيء بهدوء، فعزم على أن يمتطيها «لحضرته» القريبة. اقترب منها فوجدها تستجيب له ببساطة، فحمد الله تعالى أن يسر له هذه الدابة، بدلاً من أن يتكلف السير والسباحة في الليل الموحش. انتهى إلى «حضرته»، فوجد فيها من السمك الكثير، فقال في سعادة «الحمد لله.. ليلة مباركة»، وراح يصطاد السمك، إلا أنه بعد أن جمع من السمك الكثير، استرعى انتباهه سمكة كبيرة، سارع محاولاً اصطيادها، ومن عجب أنه وجدها تستجيب له. راح يمسح ذقنه ويقول: «غريبة، ليلة غريبة بالفعل». أراد العودة إلى البيت، لكنه تفاجأ باختفاء الحمارة، فراح يبحث عنها دون جدوى، واضطر إلى العودة ماشياً، حاملاً على ظهره السمكة، التي ناء ظهره لثقلها. وما أن اقترب من الشاطيء، حتى نشف دمه رعباً، وزاغت عيناه.. لقد نزلت السمكة من على ظهره، وتحولت إلى رجل طويل جداً، راح يعدو وهو يقول «كما حملتك حملتني»، وراح يضحك حتى اختفى."